# Castor (zoologia)
I castori (Castor Linnaeus, 1758) sono un genere di roditori semiacquatici, unici rappresentanti viventi della famiglia dei castoridi (Castoridae, un tempo molto più diffusa), noti per l'abilità con la quale costruiscono dighe.

## Descrizione

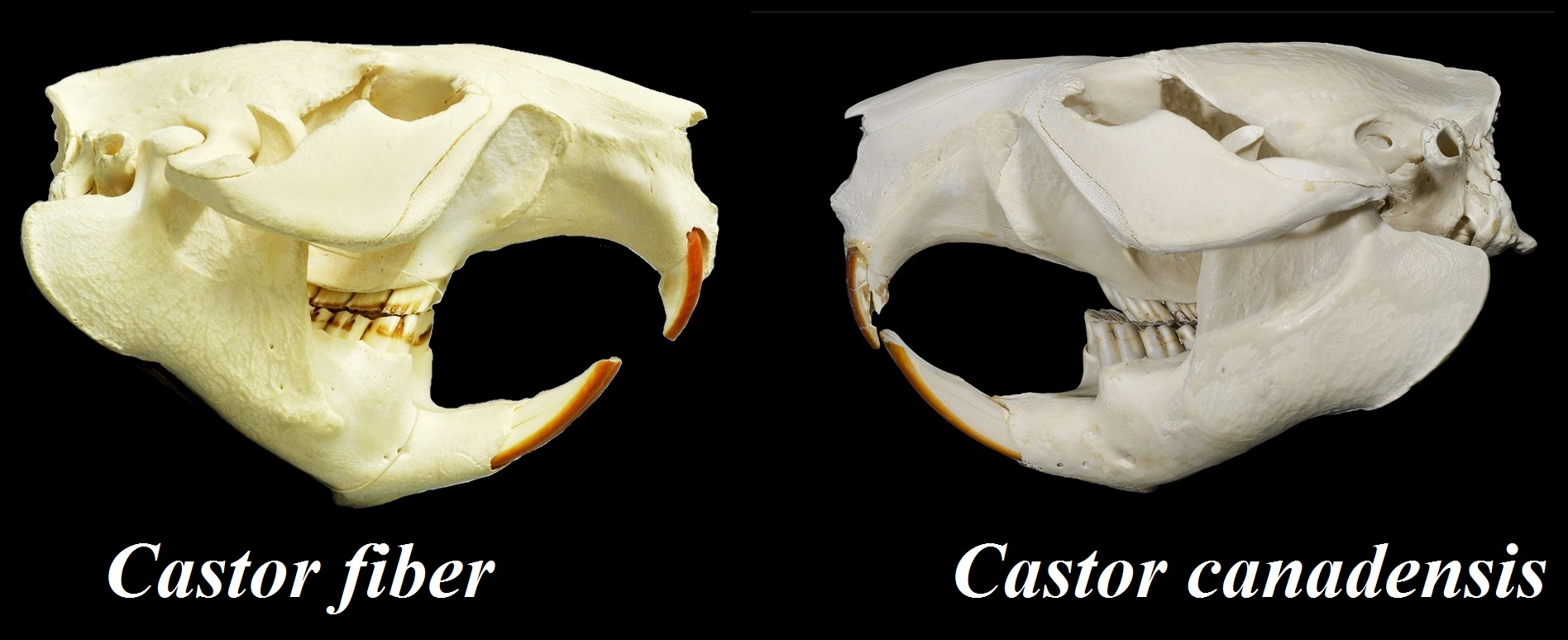
Crani di castoro europeo e americano.

I castori sono grossi roditori che da adulti pesano in media 16 kg, anche se ne sono stati rinvenuti alcuni di circa 40 kg; si sa di alcune specie estinte che erano grandi quasi come orsi.
In genere il castoro è lungo circa 75 cm e alto meno di 30 (su quattro zampe): si tratta della più grande specie di roditori esistenti al mondo dopo i capibara. La coda larga, piatta e coperta di scaglie, misura circa 25 cm di lunghezza; in caso di pericolo viene sbattuta sull'acqua, segnalando l'allarme; altrimenti aiuta a sostenere l'animale quando sta ritto sulle zampe posteriori e nel nuoto viene usata come timone. Il corpo del castoro è massiccio, il dorso arcuato e il collo grosso; le zampe posteriori sono palmate e tutte le dita sono munite di artigli. La pelliccia è generalmente marrone-rossiccia sul dorso e più chiara o grigiastra sul ventre. Gli occhi sono piccoli e le narici si possono chiudere. Il cranio è massiccio, con creste pronunciate alle quali si attaccano i potenti muscoli associati alle mascelle.
I denti incisivi (due sulla mascella e due sulla mandibola), di colore giallo-arancio, sono come quelli degli altri roditori e si consumano più rapidamente sulla superficie interna, assumendo la forma di uno scalpello ben affilato, rivestito di smalto. Con questi denti il castoro può abbattere grossi alberi. Esso sceglie di solito piante con diametro del tronco compreso fra 5 e 20 cm, ma si sa di castori che hanno abbattuto tronchi del diametro di 75 cm. I castori hanno un paio di ghiandole odorifere anali che secernono una sostanza simile al muschio, chiamata castoreo e probabilmente usata per marcare il territorio.

## Biologia
Il castoro è generalmente monogamo e può vivere per 20 anni o più. La femmina partorisce una volta all'anno, solitamente da due a quattro piccoli. I castori sono animali sociali. Nelle zone isolate, dove il cibo è abbondante, una comunità di castori comprende molte famiglie.
La tana del castoro ha una struttura unica nel regno animale. Ne esistono tre tipi diversi, a seconda che siano costruite su isole, sulle rive di stagni o sulle sponde di laghi.
1. La tana sull'isola è costituita da una camera centrale, con il pavimento appena sopra il livello dell'acqua, e due entrate. Essa viene costruita con ramoscelli, erba e muschio, intessuti insieme e impastati con il fango, e aumenta gradualmente di dimensioni per le riparazioni e le elaborazioni effettuate dal castoro anno dopo anno. La camera interna può misurare 2,4 m in larghezza e fino a 1 m in altezza. Il pavimento è coperto di corteccia, erba e schegge di legno; inoltre, a volte vi sono speciali ripostigli aggiuntivi.
2. Le tane costruite negli stagni possono sorgere a poca distanza dalla riva o in parte sopra di essa, con il muro frontale orientato verso lo stagno.
3. Le tane dei laghi sono costruite sulle rive più riparate.

Sebbene il castoro sia un abile nuotatore, quando si sposta sulla terraferma è sgraziato e ha difficoltà a trascinare i tronchi e i rami di cui si serve come cibo e materiale da costruzione. Pertanto, spesso i castori scavano dei canali per collegare il loro bacino artificiale alla zona dove crescono gli alberi da abbattere. Molti canali sono larghi e profondi fino a 1 m e spesso sono lunghi alcune centinaia di metri. Il legname che galleggia viene, quindi, fatto scendere lungo il canale fino al bacino artificiale.
Alcuni esperimenti indicano come il rumore dell'acqua corrente sia un elemento che induce il castoro a intraprendere la costruzione di una diga.

### Le dighe

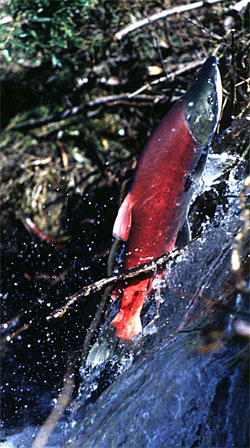
Un salmone che "salta" una diga di castoro

Le dighe, utilizzate dai castori per ampliare l'area intorno alle loro tane e aumentare la profondità dell'acqua, sono costruite con ramoscelli e tronchi d'albero, oppure, più solidamente, con fango, rami e pietre. Con il passare del tempo le dighe vengono riparate e ingrandite, e i materiali galleggianti che rimangono impigliati nella struttura, nonché le radici della vegetazione che cresce sopra di essa, servono a rinforzarle ulteriormente.
Spesso il castoro costruisce, più a valle, una diga più piccola per fare rifluire l'acqua contro la diga originale, riducendo, in tal modo, la pressione a cui quest'ultima è sottoposta a monte.
Le dighe sono alte circa 1,5 m, larghe più di 3 m alla base e più strette in cima. Nel parco nazionale delle Montagne Rocciose, in Colorado, venne trovata una diga costruita da un castoro, lunga più di 300 m.
I bacini artificiali dei castori attirano pesci, anatre e altri animali acquatici. Sebbene le dighe provochino locali inondazioni, esse aiutano a controllare il volume delle acque di superficie e riducono le inondazioni a fondo valle. A lungo andare, questi bacini si riempiono di sedimenti e gli animali si spostano allora verso una nuova zona. La zona abbandonata si trasforma in un prato.

## Tassonomia
Il genere raggruppa due sole specie viventi ed una conosciuta allo stato fossile:
- Castor californicus † - castoro di Kellogg
- Castor canadensis - castoro americano
- Castor fiber - castoro europeo

La specie che vive in Nord America (C. canadensis) è molto più diffusa di quella, molto rara, che vive in Europa (C. fiber). Le due specie, che differiscono per la forma delle ossa nasali, per tutti gli altri aspetti sono così simili che alcuni studiosi le considerano come due sottospecie di un'unica specie.

## Conservazione
I castori sono stati a lungo cacciati per le loro pellicce e per i denti: nel XVIII e nel XIX secolo ogni anno venivano esportate dal Nord America centinaia di migliaia di pelli, usate soprattutto per la fabbricazione di copricapi. I castori venivano anche uccisi a causa dei danni che provocavano alle foreste e per le inondazioni a volte causate dalle loro dighe. L'intensa carneficina spinse i castori sull'orlo dell'estinzione, sia in Europa che in Nord America.
Oggi il castoro è stato reintrodotto e ha cominciato a reinsediarsi con successo in Canada e in alcune aree protette degli Stati Uniti. È stato anche introdotto in America del Sud, nella Terra del Fuoco. Ancora oggi a volte questi animali sono considerati nocivi, soprattutto nelle aree suburbane degli Stati Uniti orientali.
In Europa si trova soprattutto in Russia e in Scandinavia ma anche lungo il fiume Rodano, in Francia e Svizzera e lungo il fiume Elba in Germania.
Il 22 novembre 2018 il castoro è stato avvistato a Tarvisio, dopo oltre 450 anni di assenza nel territorio italiano e nel novembre 2020 anche in Val Pusteria